# Алгебрична група
В алгебричній геометрії, поняття алгебричної групи є аналогом групи Лі в диференціальній геометрії. 
Алгебрична група є алгебричним многовидом і групою одночасно і до того ж ці структури узгоджуються між собою. 

## Означення
Алгебрична група є алгебричним многовидом {\displaystyle G} над {\displaystyle K}, що також є групою, тобто на якому визначені: 
- морфізм алгебричних многовидів {\displaystyle \mu :G\times G\to G} (який є добутком у груповій структурі). Прообраз цього морфізму є добутком многовида {\displaystyle G} на самого себе ;
- морфізм обертання {\displaystyle \iota :G\to G} ;
- одиничний елемент {\displaystyle \epsilon }

і ці морфізми та елемент задовольняють аксіоми групи. 
Алгебрична група називається заданою над полем, якщо її алгебричний многовид, а також морфізми визначені над {\displaystyle K}. В цьому випадку множина K-раціональних точок многовида G є абстрактною групою, яка позначається G(K). 
Алгебрична група називається зв'язаною, якщо її алгебричний многовид є зв'язаним простором. 
Розмірністю алгебричної групи називається розмірність її алгебричного многовида. 
Алгебричною підгрупою називається підгрупа H алгебричної групи G, що є замкнутим підмноговидом алгебричного многовида G. Для таких підгруп простір класів суміжності (лівих чи правих) може бути природним чином наділеним структурою алгебричного многовида, яка має універсальну властивість.
Якщо підгрупа H, крім того, нормальна, то факторгрупа є алгебричною групою щодо зазначеної вище структури; вона називається алгебричною факторгрупою. 
Гомоморфізм алгебричних груп {\displaystyle f:G\to G'} називається алгебричним гомоморфізмом, якщо {\displaystyle f} — морфізм їх алгебричних многовидів; якщо гомоморфізм визначений над K, то він називається K-гомоморфізмом. Аналогічно визначається K-ізоморфізм алгебричних груп.
Дане вище означення підходить тільки для груп над алгебрично замкнутим полем. Існують також «алгебричні групи над кільцем», які означаються за допомогою мови схем: групова схема над комутативним кільцем R це груповий об'єкт в категорії схем над R.

## Приклади
- Загальна лінійна група {\displaystyle {\rm {GL}}_{n}} і її підгрупи задані системами поліноміальних рівнянь, зокрема спеціальна лінійна група {\displaystyle {\rm {SL}}_{n}} і ортогональна група {\displaystyle {\rm {O}}_{n}.} Дійсно {\displaystyle {\rm {GL}}_{n}} є групою і водночас вона є головною відкритою підмножиною у просторі {\displaystyle \mathbb {A} ^{n^{2}}} (оскільки визначник є поліноміальною функцією від елементів матриці) і тому {\displaystyle {\rm {GL}}_{n}} і її замкнуті у топології Зариського підгрупи є афінними многовидами.

- Будь-якій скінченній групі можна надати структуру алгебраїчної групи. Даний приклад насправді є частиною попереднього адже згідно з теоремою Келі кожна скінченна група є ізоморфною підгрупі перестановок, а кожна перестановка може бути записана як матриця. Таким чином скінченна група може розглядатися як скінченна підгрупа загальної лінійної групи і вона є алгебричним многовидом оскільки кожна скінченна підмножина алгебричного многовида теж є алгебричним многовидом.

- На еліптичних кривих, що є проективними кривими, можна у стандартний спосіб ввести групову структуру, перетворивши їх на алгебричні групи.

## Абелеві многовиди і лінійні алгебричні групи
Існують два основних типи алгебричних груп, абсолютно різних за своїми властивостями: абелеві многовиди і лінійні алгебричні групи. Приналежність алгебричної групи до одного з цих типів визначається виключно властивостями многовида групи.
Алгебрична група називається абелевим многовидом, якщо її алгебричний многовид є проективним.
Алгебрична група називається лінійною алгебричною групою, якщо вона є ізоморфною алгебричній підгрупі загальної лінійної групи, тобто підгрупі невироджених матриць елементи яких задовольняють деякій системі поліноміальних рівнянь.
Алгебрична група є лінійною тоді і тільки тоді, коли її алгебричний многовид є афінним.
Ці два класи алгебричних груп мають тривіальний перетин: якщо алгебрична група є одночасно абелевим многовидом і лінійною групою, то вона є одиничною групою. 
Згідно зі структурною теоремою Шевальє будь-яка зв'язана алгебрична група над досконалим полем містить нормальну лінійну алгебричну підгрупу, факторгрупа по якій — абелевий многовид. 
Численні приклади алгебричних груп, які не є ні лінійними алгебричними групами, ні абелевими многовидами, дає теорія узагальнених многовидів Якобі для алгебричних кривих з особливостями. 